# Betuwepad
Het Betuwepad (SP 21) is een lusvormig Nederlands streekpad in de Betuwe dat in 2021 werd uitgezet door Wandelnet, de lengte is 146 kilometer. Het begint in Tiel om via Culemborg daar ook weer te eindigen. De route is in beide richtingen met geel-rode tekens gemarkeerd.
De route begint bij Station Tiel en verlaat Tiel in noordelijke richting, de A15 en de Betuweroute kruisend. Via Zoelen, Buren (alwaar kruising met Grote Rivierenpad en Maarten van Rossumpad, Tricht en Beesd wordt Culemborg bereikt. Hierna volgt de route de Nederrijn, deels over de dijk. Bij Rijswijk wordt het Amsterdam-Rijnkanaal overgestoken. Achter Maurik verlaat de route de rivier. Even voor Kesteren buigt de route weer naar de rivier, en volgt deze tot Opheusden. Een variant steekt de rivier over en gaat naar station Rhenen. Achter Opheusden kruist de route wederom de Betuweroute en de A15, en bereikt even voor Ochten de Waal. Via de dijk of door de uiterwaarden wordt wederom het Amsterdam-Rijnkanaal bereikt; via de binnenstad van Tiel keert de wandelaar terug naar het beginpunt.
Stations aan of op korte afstand van de route bevinden zich te Tiel, Tricht, Beesd, Culemborg, Kesteren en Opheusden.

## Afbeeldingen

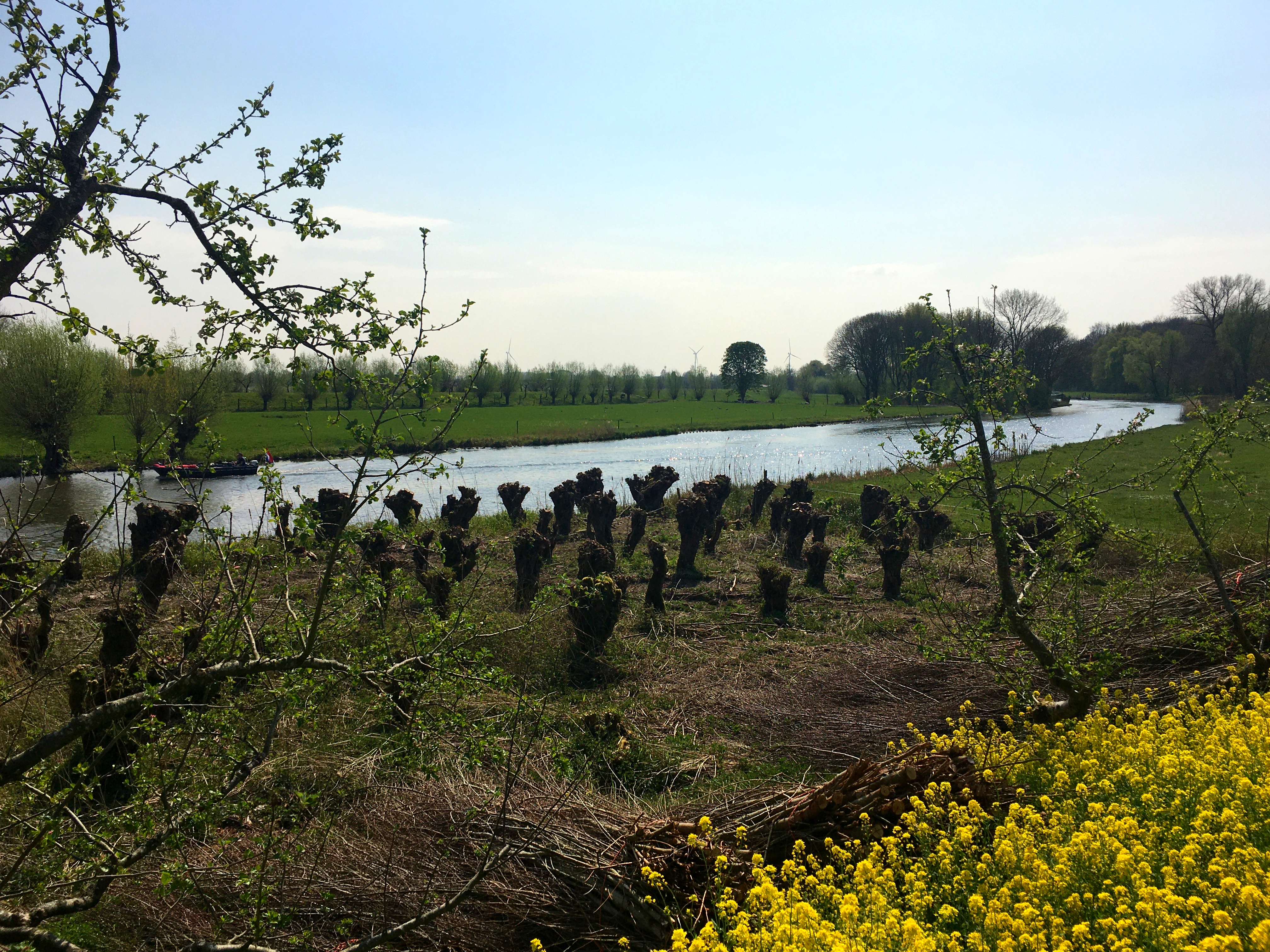
Langs de Linge tussen Tricht en Beesd
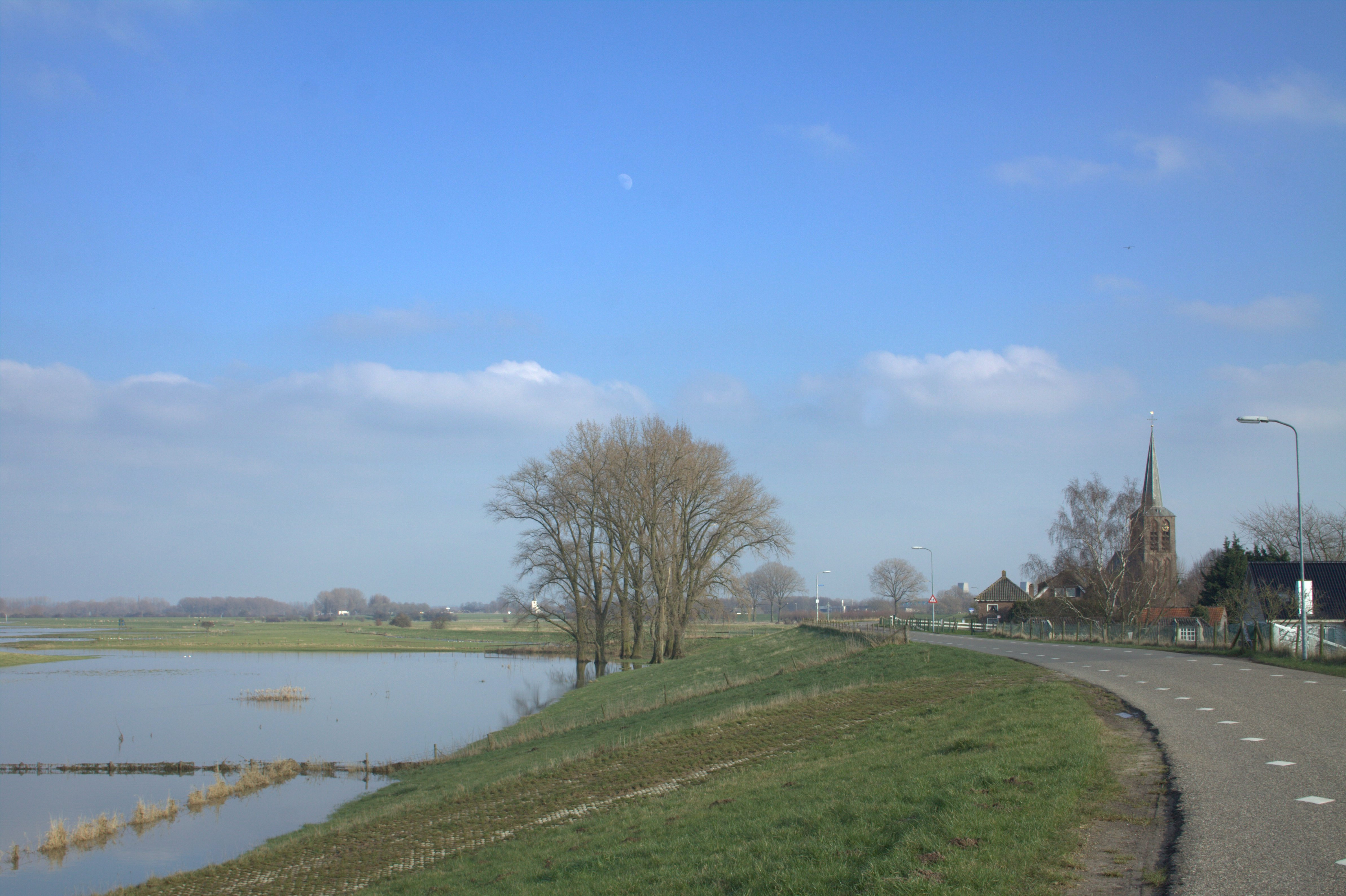
Ravenswaaij
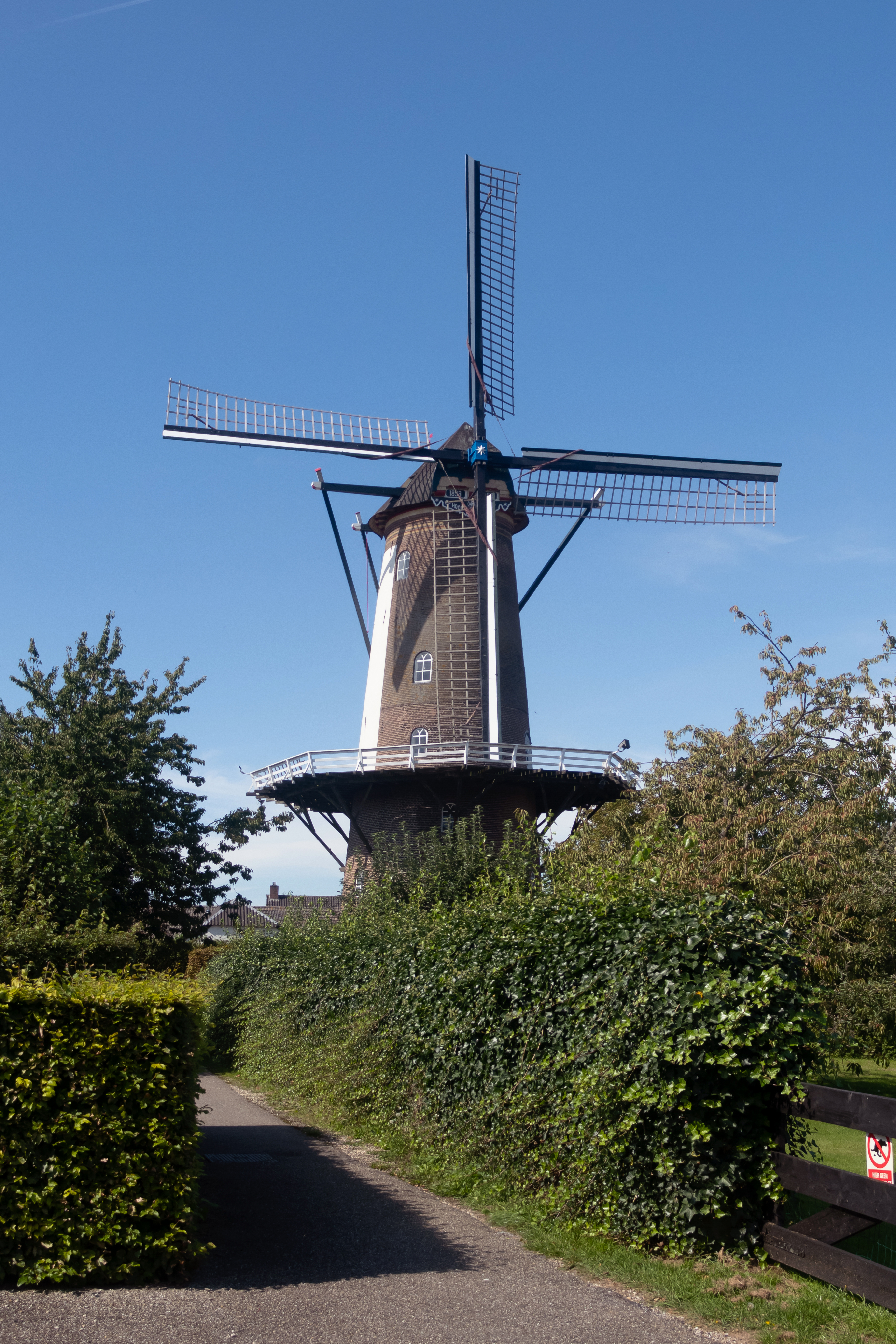
Molen Op Hoop Van Beter, Ingen

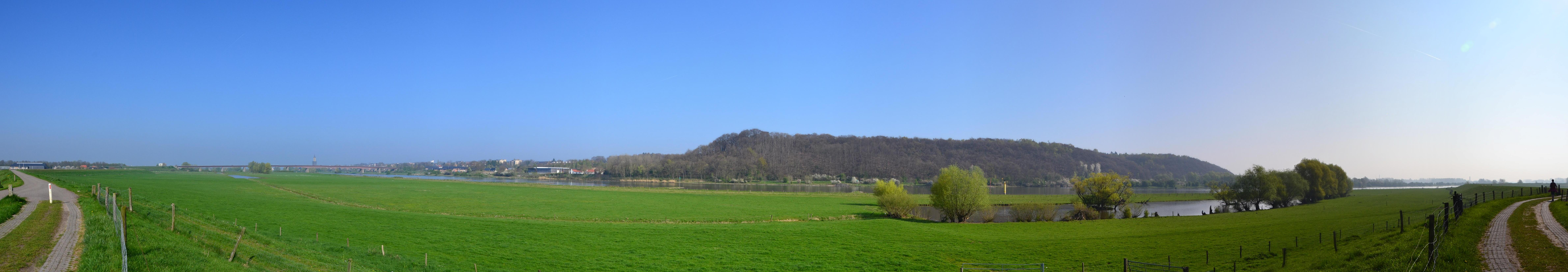
Ter hoogte van de Grebbeberg. Het Betuwepad loopt hier samen met Maarten van Rossumpad

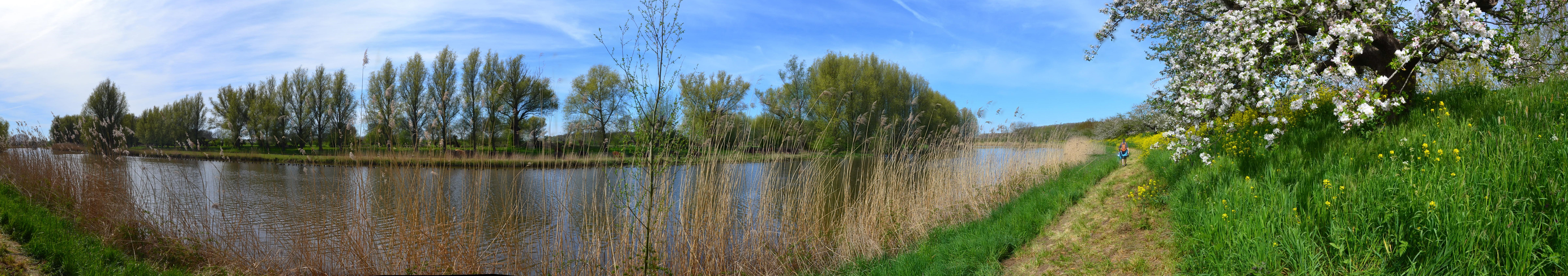
Bloesem langs de Linge ten oosten van Beesd. Het Betuwepad loopt hier samen met het Grote Rivierenpad